# 乌尔丽卡·林德斯特伦
乌尔丽卡·林德斯特伦（瑞典語：Ulrica Lindström，1979年3月30日—），瑞典前女子冰球运动员。她曾代表瑞典国家队参加2002年冬季奥林匹克运动会冰球比赛，获得一枚铜牌。